# Георги Младенов (баскетболист)
Вижте пояснителната страница за други личности с името Георги Младенов.
Георги Младенов е български баскетболист и треньор. Смятан е за един от най-добрите родни играчи.

## Кариера
Младенов е юноша на Левски. Именно там започва и кариерата си през 1978 г., когато е само на 16 години. С времето се превръща в звездата на „сините“ и националния отбор на България. През 1984 г. е близо до трансфер в Арис Солун, но тогавашната власт не пуска баскетболиста в чужбина. През 1990 г. отново има оферта от Арис, но двата клуба не успяват да се споразумеят за парите. По време на първия си престой в Левски Младенов става 4 пъти шампион и 3 пъти носител на националната купа.
През 1991 г. преминава в тунизийския Стад Набелион. Там играе един сезон, като печели титлата на страната. Младенов отново играе за Левски от 1992 до 1994 г. През 1993 г. отбелязва рекордните 150 точки срещу отбора на Ямбол, а срещата завършва 170:50. По-късно мачът е анулиран и рекордът остава неофициален. През 1994 г. подписва с Плама Плевен. С плевенчани става два пъти шампион на страната и играе в турнира Корач Къп. Паметна остава победата над отбора над Реал Мадрид. Младенов е близо и до трансфер в кралския клуб, но той е провален.
Гардът играе и един сезон в Славия. Младенов става шампион на България с „белите“, като това е последната титла в историята на клуба. След кратък престой в Саудитска Арабия, Георги Младенов отново се завръща в Левски. Става шампион на България през 2000 и 2001 г.
През 2003 г. става играещ треньор на Спартак Евроинс МВР. Последният му мач е срещу Левски, като след срещата е наръган с нож в резултат на скандал с масажиста на сините Кирил Стефанов.
Като треньор, освен Спартак Евроинс, Младенов води отборите на Балкан Ботевград, Лукойл Академик, националния отбор на България до 18 години, Берое и мъжкия национален отбор по баскетбол. От 2015 г. е треньор на италианския Баскет Римини Крабс.